# Liste des principaux fabricants de semi-conducteurs au fil des ans
Cet article présente le classement par chiffre d'affaires des sociétés fabriquant des composants semi-conducteurs ou puces électroniques au fil des ans.
On distingue trois types de sociétés :
- les fabricants, qui conçoivent, fabriquent et commercialisent des circuits intégrés (ou puces électroniques) ;
- les sociétés fabless (sans outil de production), qui conçoivent et commercialisent des puces, mais qui sous-traitent leur fabrication à des sociétés de fonderie ;
- les sociétés de fonderie qui produisent des puces conçues par leurs clients.

Pour les groupes ayant des activités autres que les semi-conducteurs, seule leur division semi-conducteur est prise en compte dans les classements.
Avant 2000, le classement de référence était donné par Gartner. Mais depuis, la référence est
plutôt le classement donné par iSuppli. Dans les deux cas, ils s'appuient sur les rapports financiers des
entreprises fabriquant des puces électroniques.
Ce classement est publié chaque mois d'avril de l'année suivante, lorsque les rapports financiers sont clos.

## Classement 2021
Source : 17 Semiconductor Companies Forecast to Have >$10.0 Billion in Sales This Year
(fonderies inclus)
| Rang 2021                     | Rang 2020 | Société               | Nationalité/localisation | Chiffre d'affaires (Million de $ USD) | 2021/2020 |
| ----------------------------- | --------- | --------------------- | ------------------------ | ------------------------------------- | --------- |
| 1                             | 2         | Samsung Electronics   | Corée du Sud             | 83 085                                | 34 %      |
| 2                             | 1         | Intel Corporation     | États-Unis               | 75 550                                | -1 %      |
| 3                             | 3         | TSMC (1)              | Taïwan                   | 56 633                                | 24 %      |
| 4                             | 4         | SK Hynix              | Corée du Sud             | 37 267                                | 38 %      |
| 5                             | 5         | Micron Technology     | États-Unis               | 30 087                                | 30 %      |
| 6                             | 6         | Qualcomm (2)          | États-Unis               | 29 136                                | 51 %      |
| 7                             | 8         | Nvidia (2)            | États-Unis               | 23 026                                | 57 %      |
| 8                             | 7         | Broadcom (2)          | États-Unis               | 20 963                                | 18 %      |
| 9                             | 12        | MediaTek (2)          | Taïwan                   | 17 551                                | 60 %      |
| 10                            | 9         | Texas Instruments     | États-Unis               | 16 904                                | 25 %      |
| 11                            | 15        | AMD (2)               | États-Unis               | 16 108                                | 65 %      |
| 12                            | 11        | Infineon Technologies | Allemagne                | 13 616                                | 21 %      |
| 13                            | 13        | Apple (2)             | États-Unis               | 13 430                                | 17 %      |
| 14                            | 14        | STMicroelectronics    | France/ Italie           | 12 574                                | 24 %      |
| 15                            | 13        | Kioxia                | Japon                    | 12 132                                | 15 %      |
| 16                            | 17        | NXP                   | Pays-Bas                 | 10 715                                | 28 %      |
| 17                            | 19        | Analog Devices        | États-Unis               | 10 079                                | 24 %      |
| Top 25                        | Top 25    | Top 25                | Top 25                   | 478 856                               | 26 %      |
| Toutes les autres entreprises |           |                       |                          |                                       |           |
| TOTAL                         | TOTAL     | TOTAL                 | TOTAL                    |                                       | %         |

## Classement 2019
Source : Top 15 Semiconductor Sales Leaders – 2019
(fonderies inclus)
| Rang 2019                     | Rang 2018 | Société                       | Nationalité/localisation | Chiffre d'affaires (Million de $ USD) | 2019/2018 |
| ----------------------------- | --------- | ----------------------------- | ------------------------ | ------------------------------------- | --------- |
| 1                             | 2         | Intel Corporation             | États-Unis               | 69 832                                | 0 %       |
| 2                             | 1         | Samsung Electronics           | Corée du Sud             | 55 610                                | -29 %     |
| 3                             | 4         | TSMC (1)                      | Taïwan                   | 34 503                                | 1 %       |
| 4                             | 3         | SK Hynix                      | Corée du Sud             | 22 886                                | -38 %     |
| 5                             | 5         | Micron Technology             | États-Unis               | 19 960                                | -35 %     |
| 6                             | 6         | Broadcom (2)                  | États-Unis               | 17 706                                | -3 %      |
| 7                             | 7         | Qualcomm (2)                  | États-Unis               | 14 300                                | -13 %     |
| 8                             | 8         | Texas Instruments             | États-Unis               | 13 547                                | -9 %      |
| 9                             | 9         | Toshiba Semiconductors/Kioxia | Japon                    | 11 276                                | -18 %     |
| 10                            | 10        | Nvidia (2)                    | États-Unis               | 10 514                                | -12 %     |
| 11                            | 15        | Sony                          | Japon                    | 9 552                                 | 24 %      |
| 12                            | 11        | STMicroelectronics            | France/ Italie           | 9 456                                 | -2 %      |
| 13                            | 12        | Infineon Technologies         | Allemagne                | 8 946                                 | -3 %      |
| 14                            | 13        | NXP                           | Pays-Bas                 | 8 857                                 | -6 %      |
| 15                            | 14        | MediaTek (2)                  | Taïwan                   | 7 948                                 | 1 %       |
| Top 15                        | Top 15    | Top 15                        | Top 15                   | 314 893                               | -15 %     |
| Toutes les autres entreprises |           |                               |                          |                                       |           |
| TOTAL                         | TOTAL     | TOTAL                         | TOTAL                    |                                       | %         |

## Classement 2015
Source : Top20 du semiconducteur en 2015 : avantage à Avago, Infineon, Globalfoundries et Sony
(fonderies inclus)
| Rang 2015                     | Rang 2014                     | Société                       | Nationalité/localisation      | Chiffre d'affaires (Million de $ USD) | 2015/2014 |
| ----------------------------- | ----------------------------- | ----------------------------- | ----------------------------- | ------------------------------------- | --------- |
| 1                             | 1                             | Intel Corporation             | États-Unis                    | 50 305                                | -2 %      |
| 2                             | 2                             | Samsung Electronics           | Corée du Sud                  | 41 606                                | 10 %      |
| 3                             | 3                             | TSMC                          | Taïwan                        | 26 562                                | 6 %       |
| 4                             | 6                             | SK Hynix                      | Corée du Sud                  | 16 917                                | 4 %       |
| 5                             | 4                             | Qualcomm (2)                  | États-Unis                    | 19 291                                | -19 %     |
| 6                             | 5                             | Micron Technology             | États-Unis                    | 16 720                                | -11 %     |
| 7                             | 7                             | Texas Instruments             | États-Unis                    | 12 166                                | 0 %       |
| 8                             | 8                             | Toshiba Semiconductors        | Japon                         | 11 040                                | -12 %     |
| 9                             | 9                             | Broadcom (2)                  | États-Unis                    | 8 428                                 | 0 %       |
| 10                            | 15                            | Avago Technologies (2)        | Singapour                     | 5 644                                 | 23 %      |
| 11                            | 13                            | Infineon Technologies         | Allemagne                     | 5 938                                 | 16 %      |
| 12                            | 10                            | STMicroelectronics            | France/ Italie                | 7 384                                 | -7 %      |
| 13                            | 12                            | MediaTek                      | Taïwan                        | 7 032                                 | -8 %      |
| 14                            | 17                            | Sony                          | Japon                         | 5 292                                 | 11 %      |
| 15                            | 14                            | NXP                           | Pays-Bas                      | 5 647                                 | 3 %       |
| 16                            | 11                            | Renesas Technology            | Japon                         | 7 307                                 | -22 %     |
| 17                            | 20                            | GlobalFoundries               | États-Unis                    | 4 355                                 | 15 %      |
| 18                            | 19                            | NVIDIA (2)                    | États-Unis                    | 4 382                                 | 6 %       |
| 19                            | 21                            | UMC                           | Taïwan                        | 4 331                                 | 3 %       |
| 20                            | 18                            | Freescale Semiconductor       | États-Unis                    | 4 548                                 | -3 %      |
| Top 20                        | Top 20                        | Top 20                        | Top 20                        | 259 976                               | 0 %       |
| Toutes les autres entreprises | Toutes les autres entreprises | Toutes les autres entreprises | Toutes les autres entreprises | 104 833                               |           |
| TOTAL                         | TOTAL                         | TOTAL                         | TOTAL                         | 317 876                               | 17 %      |

Notes :
- (1) fonderies
- (2) fabless

## Classement 2013
Source : IHS iSuppli 2013
(fonderies exclues)
| Rang 2013                     | Rang 2012                     | Société                       | Nationalité/localisation      | Chiffre d'affaires (Million de $ USD) | 2013/2012 | Part de marché |
| ----------------------------- | ----------------------------- | ----------------------------- | ----------------------------- | ------------------------------------- | --------- | -------------- |
| 1                             | 1                             | Intel Corporation             | États-Unis                    | 46 960                                | -1,0 %    | 14,8 %         |
| 2                             | 2                             | Samsung Electronics           | Corée du Sud                  | 33 456                                | +7,0 %    | 10.5 %         |
| 3                             | 3                             | Qualcomm                      | États-Unis                    | 17 341                                | +31,6 %   | 5,5 %          |
| 4                             | 10                            | Micron Technology             | États-Unis                    | 14 168                                | +109,2 %  | 4,5 %          |
| 5                             | 7                             | Hynix                         | Corée du Sud                  | 13 335                                | +48,7 %   | 4,2 %          |
| 6                             | 5                             | Toshiba Semiconductors        | Japon                         | 12 459                                | +11,9 %   | 3,9 %          |
| 7                             | 4                             | Texas Instruments             | États-Unis                    | 11 379                                | -5,5 %    | 3,6 %          |
| 8                             | 9                             | Broadcom                      | États-Unis                    | 8 121                                 | +3,5 %    | 2,6 %          |
| 9                             | 8                             | STMicroelectronics            | France/ Italie                | 8 076                                 | -4,9 %    | 2,5 %          |
| 10                            | 6                             | Renesas Technology            | Japon                         | 7 822                                 | -15,3 %   | 2,5 %          |
| 11                            | 13                            | Infineon Technologies         | Allemagne                     | 8 096                                 | +5,7 %    | 1,6 %          |
| 12                            | 12                            | Advanced Micro Devices        | États-Unis                    | 5 076                                 | -4,2 %    | 1,6 %          |
| 13                            | 14                            | NXP                           | Pays-Bas                      | 4 658                                 | +13,2 %   | 1,5 %          |
| 14                            | 18                            | MediaTek                      | Taïwan                        | 4 434                                 | +32,1 %   | 1,4 %          |
| 15                            | 11                            | Sony                          | Japon                         | 4 394                                 | -28,1 %   | 1,4 %          |
| 16                            | 16                            | Freescale Semiconductor       | États-Unis                    | 3 958                                 | +5,8 %    | 1,2 %          |
| 17                            | 15                            | NVIDIA                        | États-Unis                    | 3 612                                 | -5,6 %    | 1,1 %          |
| 18                            | 19                            | Marvell Technology Group      | États-Unis                    | 3 281                                 | +3,6 %    | 1,0 %          |
| 19                            | 22                            | ON Semiconductor              | États-Unis                    | 2 740                                 | -4,5 %    | 0,9 %          |
| 20                            | 23                            | Analog Devices                | États-Unis                    | 2 677                                 | +0,2 %    | 0,8 %          |
| Top 20                        | Top 20                        | Top 20                        | Top 20                        | 213 043                               | +8,5 %    | 67,0 %         |
| Toutes les autres entreprises | Toutes les autres entreprises | Toutes les autres entreprises | Toutes les autres entreprises | 104 833                               |           |                |
| TOTAL                         | TOTAL                         | TOTAL                         | TOTAL                         | 317 876                               | 4,9 %     |                |

## Classement 2012
| Rang | Rang | Société                  | Nationalité (ou localisation) | Chiffre d'affaires (millions de $) | Différence 2011/2012 (%) | Part de marché (%) |
| 2012 | 2011 | Société                  | Nationalité (ou localisation) | Chiffre d'affaires (millions de $) | Différence 2011/2012 (%) | Part de marché (%) |
| ---- | ---- | ------------------------ | ----------------------------- | ---------------------------------- | ------------------------ | ------------------ |
| 1    | 1    | Intel                    | États-Unis                    | 47 543                             | −2,4                     | 15,7               |
| 2    | 2    | Samsung Electronics*     | Corée du Sud                  | 30 474                             | +6,7                     | 10,1               |
| 3    | 6    | Qualcomm                 | États-Unis                    | 12 976                             | +27,2                    | 4,3                |
| 4    | 3    | Texas Instruments        | États-Unis                    | 12 008                             | −14                      | 4                  |
| 5    | 4    | Toshiba                  | Japon                         | 10 996                             | −13,6                    | 3,6                |
| 6    | 5    | Renesas Electronics      | Japon                         | 9 430                              | −11,4                    | 3,1                |
| 7    | 8    | SK Hynix                 | Corée du Sud                  | 8 462                              | −8,9                     | 2,8                |
| 8    | 7    | STMicroelectronics       | France / Italie               | 8 453                              | −13,2                    | 2,8                |
| 9    | 10   | Broadcom                 | États-Unis                    | 7 840                              | +9,5                     | 2,6                |
| 10   | 9    | Micron Technology        | États-Unis                    | 6 955                              | +5,6                     | 2,3                |
| 11   | 13   | Sony                     | Japon                         | 6 025                              | +20,1                    | 2                  |
| 12   | 11   | AMD                      | États-Unis                    | 5 300                              | −17,7                    | 1,7                |
| 13   | 12   | Infineon Technologies    | Allemagne                     | 4 826                              | −9,1                     | 1,6                |
| 14   | 16   | NXP Semiconductors       | Pays-Bas                      | 4 096                              | +6,9                     | 1,4                |
| 15   | 17   | NVIDIA                   | États-Unis                    | 3 923                              | +8,7                     | 1,3                |
| 16   | 14   | Freescale Semiconductor  | États-Unis                    | 3 775                              | −14,4                    | 1,2                |
| 17   | 22   | MediaTek                 | Taïwan                        | 3 472                              | +4,9                     | 1,1                |
| 18   | 15   | Elpida Memory            | Japon                         | 3 414                              | −12,2                    | 1,1                |
| 19   | 21   | Rohm Semiconductor       | Japon                         | 3 170                              | −3                       | 1                  |
| 20   | 19   | Marvell Technology Group | États-Unis                    | 3 113                              | −8,3                     | 1                  |

* Samsung Electronics a acheté les 50 % détenus par Samsung Electro-Mechanics dans Samsung LED[réf. nécessaire].

## Classement 2011
Source : IHS iSuppli 2011
(fonderies exclues)
| Rang 2011                     | Rang 2010                     | Société                       | Nationalité/localisation      | Chiffre d'affaires (Million de $ USD) | 2011/2010 | Part de marché |
| ----------------------------- | ----------------------------- | ----------------------------- | ----------------------------- | ------------------------------------- | --------- | -------------- |
| 1                             | 1                             | Intel Corporation(1)          | États-Unis                    | 49 685                                | +23,0 %   | 15,9 %         |
| 2                             | 2                             | Samsung Electronics           | Corée du Sud                  | 29 242                                | +3,0 %    | 9,3 %          |
| 3                             | 4                             | Texas Instruments(2)          | États-Unis                    | 14 081                                | +8,4 %    | 4,5 %          |
| 4                             | 3                             | Toshiba Semiconductors        | Japon                         | 13 362                                | +2,7 %    | 4,3 %          |
| 5                             | 5                             | Renesas Technology            | Japon                         | 11 153                                | -6,2 %    | 3,6 %          |
| 6                             | 9                             | Qualcomm(3)                   | États-Unis                    | 10 080                                | +39,9 %   | 3,2 %          |
| 7                             | 7                             | STMicroelectronics            | France/ Italie                | 9 792                                 | -5,4 %    | 3,1 %          |
| 8                             | 6                             | Hynix                         | Corée du Sud                  | 8 911                                 | -14,2 %   | 2,8 %          |
| 9                             | 8                             | Micron Technology             | États-Unis                    | 7 344                                 | -17,3 %   | 2,3 %          |
| 10                            | 10                            | Broadcom                      | États-Unis                    | 7 153                                 | +7,0 %    | 2,3 %          |
| 11                            | 12                            | Advanced Micro Devices        | États-Unis                    | 6 483                                 | +2,2 %    | 2,1 %          |
| 12                            | 13                            | Infineon Technologies         | Allemagne                     | 5 403                                 | -14,5 %   | 1,7 %          |
| 13                            | 14                            | Sony                          | Japon                         | 5 153                                 | -1,4 %    | 1,6 %          |
| 14                            | 16                            | Freescale Semiconductor       | États-Unis                    | 4 465                                 | +2,5 %    | 1,4 %          |
| 15                            | 11                            | Elpida Memory                 | Japon                         | 3 854                                 | -40,2 %   | 1,2 %          |
| 16                            | 17                            | NXP                           | Pays-Bas                      | 3 838                                 | -4,7 %    | 1,2 %          |
| 17                            | 20                            | NVIDIA                        | États-Unis                    | 3 672                                 | +14,9 %   | 1,2 %          |
| 18                            | 18                            | Marvell Technology Group      | États-Unis                    | 3 448                                 | -4,4 %    | 1,1 %          |
| 19                            | 26                            | ON Semiconductor(4)           | États-Unis                    | 3 423                                 | +49,4 %   | 1,1 %          |
| 20                            | 15                            | Panasonic Corporation         | Japon                         | 3 365                                 | -32,0 %   | 1,1 %          |
| Top 20                        | Top 20                        | Top 20                        | Top 20                        | 203 907                               | 3,5 %     | 65,2 %         |
| Toutes les autres entreprises | Toutes les autres entreprises | Toutes les autres entreprises | Toutes les autres entreprises | 108 882                               | -1,1 %    | 34,8 %         |
| TOTAL                         | TOTAL                         | TOTAL                         | TOTAL                         | 312 789                               | 1,9 %     | 100,0 %        |

Notes :
- (1) Intel Corporation acquisition de la division sans fil de Infineon Technologies.
- (2) Texas Instruments acquisition de National Semiconductor.
- (3) Qualcomm acquisition de Atheros Communications.
- (4) ON Semiconductor acquisition de Sanyo semiconductor division.

## Classement 2010
Source : iSuppli 2010
(fonderies exclues)
| Rang 2010                     | Rang 2009                     | Société                       | Nationalité/localisation      | Chiffre d'affaires (Million de $ USD) | 2010/2009 | Part de marché |
| ----------------------------- | ----------------------------- | ----------------------------- | ----------------------------- | ------------------------------------- | --------- | -------------- |
| 1                             | 1                             | Intel Corporation             | États-Unis                    | 40 394                                | +25,5 %   | 13,3 %         |
| 2                             | 2                             | Samsung Electronics           | Corée du Sud                  | 27 834                                | +59,1 %   | 9,2 %          |
| 3                             | 3                             | Toshiba Semiconductors        | Japon                         | 13 010                                | +26,1 %   | 4,3 %          |
| 4                             | 4                             | Texas Instruments             | États-Unis                    | 12 944                                | +34,1 %   | 4,3 %          |
| 5                             | 8                             | Renesas Technology (1)        | Japon                         | 11 893                                | +130,8 %  | 3,9 %          |
| 6                             | 7                             | Hynix                         | Corée du Sud                  | 10 380                                | +66,2 %   | 3,4 %          |
| 7                             | 5                             | STMicroelectronics            | France/ Italie                | 10 346                                | +21,6 %   | 3,4 %          |
| 8                             | 14                            | Micron Technology (2)         | États-Unis                    | 8 876                                 | +106,8 %  | 2,9 %          |
| 9                             | 6                             | Qualcomm                      | États-Unis                    | 7 204                                 | +12,4 %   | 2,4 %          |
| 10                            | 13                            | Broadcom                      | États-Unis                    | 6 682                                 | +56,2 %   | 2,2 %          |
| 11                            | 16                            | Elpida Memory                 | Japon                         | 6 446                                 | +63,3 %   | 2,1 %          |
| 12                            | 9                             | Advanced Micro Devices        | États-Unis                    | 6 345                                 | +21,9 %   | 2,1 %          |
| 13                            | 12                            | Infineon Technologies         | Allemagne                     | 6 319                                 | +41,8 %   | 2,1 %          |
| 14                            | 10                            | Sony                          | Japon                         | 5 224                                 | +16,9 %   | 1,7 %          |
| 15                            | 18                            | Panasonic Corporation         | Japon                         | 4 946                                 | +52,5 %   | 1,6 %          |
| 16                            | 17                            | Freescale Semiconductor       | États-Unis                    | 4 357                                 | +28,1 %   | 1,4 %          |
| 17                            | 19                            | NXP                           | Pays-Bas                      | 4 028                                 | +24,3 %   | 1,3 %          |
| 18                            | 24                            | Marvell Technology Group      | États-Unis                    | 3 633                                 | +41,3 %   | 1,2 %          |
| 19                            | 15                            | MediaTek                      | Taïwan                        | 3 553                                 | +0,1 %    | 1,2 %          |
| 20                            | 21                            | NVIDIA                        | États-Unis                    | 3 196                                 | +13,1 %   | 1,1 %          |
| 21                            | 22                            | Rohm                          | Japon                         | 3 118                                 | +20,6 %   | 1,0 %          |
| 22                            | 23                            | Fujitsu Microelectronics      | Japon                         | 3 090                                 | +20,0 %   | 1,0 %          |
| 23                            | 25                            | Analog Devices                | États-Unis                    | 2 862                                 | +36,9 %   | 0,9 %          |
| 24                            | 30                            | Maxim Integrated Products     | États-Unis                    | 2 367                                 | +42,8 %   | 0,8 %          |
| 25                            | 29                            | Xilinx                        | États-Unis                    | 2 311                                 | +36,0 %   | 0,8 %          |
| Top 25                        | Top 25                        | Top 25                        | Top 25                        | 198 207                               | 40,1 %    | 69,5 %         |
| Toutes les autres entreprises | Toutes les autres entreprises | Toutes les autres entreprises | Toutes les autres entreprises | 92 667                                | 18,6 %    | 30,5 %         |
| TOTAL                         | TOTAL                         | TOTAL                         | TOTAL                         | 304 075                               | 32,1 %    | 100,0 %        |

Notes :
- (1) Renesas Electronics a été formé par la fusion de Renesas Technology et NEC Semiconductors.
- (2) Micron Technology acquisition de Numonyx.

## Classement 2009
Source : iSuppli Corporation supplied rankings for 2009,
Les fonderies sont exclues de ce classement.
Notes :
1. en octobre 2008, AMD annonça filialiser sa production[3].

| Rang 2009                     | Rang 2008                     | Société                       | Nationalité/localisation      | Chiffre d'Affaires (Million de $ USD) | 2009/2008 | Part de Marché |
| ----------------------------- | ----------------------------- | ----------------------------- | ----------------------------- | ------------------------------------- | --------- | -------------- |
| 1                             | 1                             | Intel Corporation             | États-Unis                    | 32 095                                | - 5,0 %   | 14,2 %         |
| 2                             | 2                             | Samsung Electronics           | Corée du Sud                  | 17 123                                | + 1,3 %   | 7,6 %          |
| 3                             | 4                             | Toshiba Semiconductors        | Japon                         | 10 640                                | - 4,0 %   | 4,7 %          |
| 4                             | 3                             | Texas Instruments             | États-Unis                    | 9 612                                 | - 13,2 %  | 4,2 %          |
| 5                             | 5                             | STMicroelectronics            | France/ Italie                | 8 400                                 | - 18,6 %  | 3,7 %          |
| 6                             | 8                             | Qualcomm                      | États-Unis                    | 6 475                                 | 0,0 %     | 2,9 %          |
| 7                             | 9                             | Hynix                         | Corée du Sud                  | 5 940                                 | - 1,4 %   | 2,6 %          |
| 8                             | 6                             | Renesas Technology            | Japon                         | 5 664                                 | - 19,3 %  | 2,5 %          |
| 9                             | 11                            | AMD                           | États-Unis                    | 5 038                                 | - 7,6 %   | 2,2 %          |
| 10                            | 7                             | Sony                          | Japon                         | 4 670                                 | - 32,8 %  | 2,1 %          |
| 11                            | 12                            | NEC Semiconductors            | Japon                         | 4 403                                 | - 24,4 %  | 1,9 %          |
| 12                            | 10                            | Infineon Technologies         | Allemagne                     | 4 340                                 | - 27,1 %  | 1,9 %          |
| 13                            | 14                            | Broadcom                      | États-Unis                    | 4 198                                 | - 9,6 %   | 1,9 %          |
| 14                            | 16                            | Micron Technology             | États-Unis                    | 3 995                                 | - 9,9 %   | 1,8 %          |
| 15                            | 24                            | MediaTek                      | Taïwan                        | 3 524                                 | + 21,7 %  | 1,6 %          |
| 16                            | 18                            | Elpida Memory                 | Japon                         | 3 498                                 | - 2,8 %   | 1,5 %          |
| 17                            | 13                            | Freescale Semiconductor       | États-Unis                    | 3 344                                 | - 32,7 %  | 1,5 %          |
| 18                            | 15                            | Panasonic Corporation         | Japon                         | 3 330                                 | - 25,6 %  | 1,5 %          |
| 19                            | 17                            | NXP                           | Pays-Bas                      | 3 247                                 | - 19,9 %  | 1,4 %          |
| 20                            | 19                            | Sharp Electronics             | Japon                         | 2 886                                 | - 20,0 %  | 1,3 %          |
| Top 20                        | Top 20                        | Top 20                        | Top 20                        | 142 422                               | - 10,7 %  | 62,8 %         |
| Toutes les autres entreprises | Toutes les autres entreprises | Toutes les autres entreprises | Toutes les autres entreprises | 84 313                                | - 15,2 %  | 37,2 %         |
| TOTAL                         | TOTAL                         | TOTAL                         | TOTAL                         | 226 735                               | - 12,4 %  | 100,0 %        |

## Classement 2008 (Estimation)
Source iSuppli (classement hors entreprises de fonderie)
| Rang 2008          | Rang 2007          | Société                 | Nationalité/localisation | Chiffre d'Affaires (Million de $ USD) | 2008/2007 | Part de Marché |
| ------------------ | ------------------ | ----------------------- | ------------------------ | ------------------------------------- | --------- | -------------- |
| 1                  | 1                  | Intel                   | États-Unis               | 34 140                                | + 0,4 %   | 12,8 %         |
| 2                  | 2                  | Samsung Semiconductors  | Corée du Sud             | 17 890                                | - 9,1 %   | 6,7 %          |
| 3                  | 3                  | Texas Instruments       | États-Unis               | 11 500                                | - 6,3 %   | 4,3 %          |
| 4                  | 4                  | Toshiba Semiconductors  | Japon                    | 11 463                                | - 5,9 %   | 4,3 %          |
| 5                  | 5                  | STMicroelectronics      | France/ Italie           | 10 710                                | + 7,1 %   | 4,0 %          |
| 6                  | 8                  | Renesas Technology      | Japon                    | 7 863                                 | - 1,7 %   | 2,9 %          |
| 7                  | 7                  | Sony                    | Japon                    | 7 052                                 | - 12,5 %  | 2,6 %          |
| 8                  | 13                 | Qualcomm (fabless)      | États-Unis               | 6 718                                 | + 19,6 %  | 2,5 %          |
| 9                  | 6                  | Hynix                   | Corée du Sud             | 6 416                                 | - 29,1 %  | 2,4 %          |
| 10                 | 9                  | Infineon Technologies   | Allemagne                | 6 313                                 | + 1,8 %   | 2,4 %          |
| 11                 | 10                 | AMD                     | États-Unis               | 5 910                                 | - 0,1 %   | 2,2 %          |
| 12                 | 12                 | NEC Electronics         | Japon                    | 5 816                                 | + 2,1 %   | 2,2 %          |
| 13                 | 14                 | Freescale Semiconductor | États-Unis               | 5 276                                 | + 0,2 %   | 2,0 %          |
| 14                 | 19                 | Broadcom (fabless)      | États-Unis               | 4 736                                 | + 26,4 %  | 1,8 %          |
| 15                 | 17                 | Panasonic Corporation   | Japon                    | 4 544                                 | + 17,1 %  | 1,7 %          |
| 16                 | 15                 | Micron Technology       | États-Unis               | 4 422                                 | - 9,2 %   | 1,7 %          |
| 17                 | 11                 | NXP                     | Pays-Bas                 | 4 374                                 | - 23,9 %  | 1,6 %          |
| 18                 | 18                 | Elpida Memory           | Japon                    | 3 851                                 | + 0,3 %   | 1,4 %          |
| 19                 | 21                 | Sharp                   | Japon                    | 3 775                                 | + 11,0 %  | 1,4 %          |
| 20                 | 20                 | NVIDIA (fabless)        | États-Unis               | 3 450                                 | - 0,5 %   | 1,3 %          |
| Sociétés du top 20 | Sociétés du top 20 | Sociétés du top 20      | Sociétés du top 20       | 166 264                               | - 2,7 %   | 62,4 %         |
| Autres sociétés    | Autres sociétés    | Autres sociétés         | Autres sociétés          | 100 341                               | - 0,8 %   | 37,6 %         |
| Marché Total       | Marché Total       | Marché Total            | Marché Total             | 266 605                               | - 2,0 %   | 100,0 %        |

Ce classement, fourni par la société iSuppli n'inclut pas les sociétés de fonderies.

## Classement 2007
Source IC Insight's (classement hors entreprises de fonderie)
| Rang 2007       | Rang 2006       | Société                            | Nationalité/localisation | Chiffre d'Affaires (Million de $ USD) | 2007/2006 |
| --------------- | --------------- | ---------------------------------- | ------------------------ | ------------------------------------- | --------- |
| 1               | 1               | Intel                              | États-Unis               | 33 995                                | + 7,8 %   |
| 2               | 2               | Samsung Semiconductors             | Corée du Sud             | 19 691                                | - 0,8 %   |
| 3               | 3               | Texas Instruments                  | États-Unis               | 12 275                                | - 2,6 %   |
| 4               | 4               | Toshiba Semiconductors             | Japon                    | 12 186                                | + 20,2 %  |
| 5               | 5               | STMicroelectronics                 | France/ Italie           | 10 000                                | + 1,5 %   |
| 6               | 7               | Hynix                              | Corée du Sud             | 9 047                                 | + 15,0 %  |
| 7               | 6               | Renesas Technology                 | Japon                    | 8 001                                 | + 1,3 %   |
| 8               | 14              | Sony                               | Japon                    | 7 974                                 | 55,5 %    |
| 9               | 13              | Infineon Technologies              | Allemagne                | 6 201                                 | + 21,1 %  |
| 10              | 8               | AMD                                | États-Unis               | 5 918                                 | - 21,2 %  |
| 11              | 10              | NXP                                | Pays-Bas                 | 5 746                                 | + 0,7 %   |
| 12              | 11              | NEC Electronics                    | Japon                    | 5 742                                 | + 2,5 %   |
| 13              | 14              | Qualcomm (fabless)                 | États-Unis               | 5 619                                 | + 24,1 %  |
| 14              | 9               | Freescale Semiconductor            | États-Unis               | 5 264                                 | - 6,3 %   |
| 15              | 13              | Micron Technology                  | États-Unis               | 4 869                                 | - 7,2 %   |
| 16              | 12              | Qimonda                            | Allemagne                | 4 005                                 | - 26,0 %  |
| 17              | 19              | Elpida Memory                      | Japon                    | 3 838                                 | + 8,8 %   |
| 18              | 17              | Matsushita Electronics             | Japon                    | 3 800                                 | - 5,5 %   |
| 19              | 21              | Broadcom (fabless)                 | États-Unis               | 3 746                                 | + 2,1 %   |
| 20              | 25              | Nvidia (fabless)                   | États-Unis               | 3 466                                 | + 34,4 %  |
| 21              | 22              | Sharp Electronics                  | Japon                    | 3 401                                 | 1,8 %     |
| 22              | 21              | IBM Microelectronics               | États-Unis               | 2 977                                 | - 6,1 %   |
| 23              | 26              | Marvell Technology Group (fabless) | États-Unis               | 2 777                                 | + 8,9 %   |
| 24              | 23              | Analog Devices                     | États-Unis               | 2 707                                 | + 4,0 %   |
| 25              | 22              | Rohm                               | Japon                    | 2 633                                 | - 8,6 %   |
| Autres sociétés | Autres sociétés | Autres sociétés                    | Autres sociétés          | 83 027                                | 0,8 %     |
| Marché Total    | Marché Total    | Marché Total                       | Marché Total             | 268 905                               | 3,3 %     |

## Classement 2006
Source « iSuppli »(Archive.org • Wikiwix • Archive.is • Google • Que faire ?) (classement hors entreprises de fonderie)
| Rang 2006       | Rang 2005       | Société                                                     | Nationalité/localisation                     | Chiffre d'Affaires (Million de $ USD) | 2006/2005 | Part de Marché |
| --------------- | --------------- | ----------------------------------------------------------- | -------------------------------------------- | ------------------------------------- | --------- | -------------- |
| 1               | 1               | Intel                                                       | États-Unis                                   | 31 542                                | - 11,1 %  | 12,1 %         |
| 2               | 2               | Samsung Semiconductors                                      | Corée du Sud                                 | 19 842                                | + 12,0 %  | 7,6 %          |
| 3               | 3               | Texas Instruments                                           | États-Unis                                   | 12 600                                | + 17,3 %  | 4,8 %          |
| 4               | 4               | Toshiba Semiconductors                                      | Japon                                        | 10 141                                | + 11,7 %  | 3,9 %          |
| 5               | 5               | STMicroelectronics                                          | France/ Italie                               | 9 854                                 | + 11,0 %  | 3,8 %          |
| 6               | 7               | Renesas (spin-off de Mitsubishi et Hitachi Semiconductors)  | Japon                                        | 7 900                                 | - 2,6 %   | 3,0 %          |
| 7               | 11              | Hynix                                                       | Corée du Sud                                 | 7 865                                 | + 41,5 %  | 3,0 %          |
| 8               | 15              | AMD (1)                                                     | États-Unis                                   | 7 506                                 | + 91,6 %  | 2,9 %          |
| 9               | 10              | Freescale (3)                                               | États-Unis                                   | 5 988                                 | + 7,0 %   | 2,3 %          |
| 10              | 9               | NXP Semiconductors (spin-off de Philips Semiconductors) (2) | Pays-Bas                                     | 5 874                                 | + 4,0 %   | 2,3 %          |
| 11              | 8               | NEC Semiconductors                                          | Japon                                        | 5 679                                 | - 0,5 %   | 2,2 %          |
| 12              | -               | Qimonda (4) (spin-off d'Infineon)                           | Allemagne                                    | 5 413                                 | N/A       | 2,1 %          |
| 13              | 12              | Micron Technology                                           | États-Unis                                   | 5 210                                 | + 9,1 %   | 2,0 %          |
| 14              | 6               | Infineon (4)                                                | Allemagne                                    | 5 119                                 | - 38,3 %  | 2,0 %          |
| 15              | 13              | Sony Semiconductors                                         | Japon                                        | 4 852                                 | + 6,1 %   | 1,9 %          |
| 16              | 16              | Qualcomm (fabless)                                          | États-Unis                                   | 4 529                                 | + 31,0 %  | 1,7 %          |
| 17              | 14              | Matsushita Semiconductors                                   | Japon                                        | 4 022                                 | - 2,6 %   | 1,5 %          |
| 18              | 20              | Broadcom (fabless)                                          | États-Unis                                   | 3 668                                 | + 37,3    | 1,4 %          |
| 19              | 28              | Elpida Memory                                               | Japon                                        | 3 527                                 | + 98,6 %  | 1,4 %          |
| 20              | 17              | Sharp Semiconductors                                        | Japon                                        | 3 341                                 | + 2,3 %   | 1,3 %          |
| 21              | 19              | IBM Microelectronics (2)                                    | États-Unis                                   | 3 172                                 | + 13,6 %  | 1,2 %          |
| 22              | 18              | Rohm                                                        | Japon                                        | 2 882                                 | - 0,9 %   | 1,1 %          |
| 23              | 22              | Analog Devices                                              | États-Unis                                   | 2 603                                 | + 7,2 %   | 1,0 %          |
| 24              | 24              | Spansion                                                    | Japon(63 %) et États-Unis(37 %) coentreprise | 2 579                                 | + 25,6 %  | 1,0 %          |
| 25              | 23              | NVIDIA                                                      | États-Unis                                   | 2 574                                 | + 24,4 %  | 1,0 %          |
| Autres sociétés | Autres sociétés | Autres sociétés                                             | Autres sociétés                              | 81 912                                | + 7,3 %   | 31,5 %         |
| Marché Total    | Marché Total    | Marché Total                                                | Marché Total                                 | 260 194                               | + 9,3 %   | 100,0 %        |

En incluant les sociétés de fonderies, on aurait :
| Rang 2006 | Rang 2005 | Société | Nationalité/localisation | Chiffre d'Affaires (Million de $ USD) | 2006/2005 |
| --------- | --------- | ------- | ------------------------ | ------------------------------------- | --------- |
| 6         | 7         | TSMC    | Taïwan                   | 9 748                                 | +19 %     |
| 21        | 22        | UMC     | Taïwan                   | 3 670                                 | +13 %     |

Notes :
- (1) : En octobre 2006, AMD a racheté la société ATI Technologies. Les revenus additionnels générés par ce rachat expliquent la montée spectaculaire d'AMD dans ce classement.
- (2) : En 2006, l'activité semi-conducteurs de la société mère, Philips a été vendue à un consortium de fonds privés américains à travers un LBO pour créer une nouvelle société baptisée NXP Semiconductors.
- (3) : En 2006, Freescale (ancienne branche semi-conducteurs de Motorola) s'est vendue à un consortium de fonds privés américains à travers un LBO (connu pour être le plus important LBO d'une société technologique).
- (4) : En 2006, l'activité mémoires (essentiellement des DRAM) de la société mère, Infineon s'est séparée (spin-off) pour créer une nouvelle société baptisée Qimonda. Ce qui explique la baisse d’Infineon dans le classement.

## Classement 2005
Source iSuppli (classement hors entreprises de fonderie)
| Rang 2005       | Rang 2004       | Société                                                    | Nationalité/localisation | Chiffre d'Affaires (Million de $ USD) |
| --------------- | --------------- | ---------------------------------------------------------- | ------------------------ | ------------------------------------- |
| 1               | 1               | Intel                                                      | États-Unis               | 35 466                                |
| 2               | 2               | Samsung Semiconductors                                     | Corée du Sud             | 17 210                                |
| 3               | 3               | Texas Instruments                                          | États-Unis               | 10 745                                |
| 4               | 7               | Toshiba Semiconductors                                     | Japon                    | 9 077                                 |
| 5               | 6               | STMicroelectronics                                         | France/ Italie           | 8 881                                 |
| 6               | 4               | Infineon (spin-off de Siemens Semiconductors)              | Allemagne                | 8 266                                 |
| 7               | 5               | Renesas (spin-off de Mitsubishi et Hitachi Semiconductors) | Japon                    | 8 310                                 |
| 8               | 8               | NEC Semiconductors                                         | Japon                    | 5 710                                 |
| 9               | 9               | Philips Semiconductors                                     | Pays-Bas                 | 5 646                                 |
| 10              | 10              | Freescale (spin-off de Motorola Semiconductors)            | États-Unis               | 5 598                                 |
| 11              | 14              | Hynix                                                      | Corée du Sud             | 5 560                                 |
| 12              | 13              | Micron Technology                                          | États-Unis               | 4 775                                 |
| 13              | 15              | Sony Semiconductors                                        | Japon                    | 4 574                                 |
| 14              | 12              | Matsushita Semiconductors                                  | Japon                    | 4 131                                 |
| 15              | 11              | AMD (1)                                                    | États-Unis               | 3 917                                 |
| 16              | 17              | Qualcomm (3) (fabless)                                     | États-Unis               | 3 457                                 |
| 17              | 16              | Sharp Semiconductors                                       | Japon                    | 3 266                                 |
| 18              | 19              | Rohm                                                       | Japon                    | 2 909                                 |
| 19              | 20              | IBM Microelectronics (2)                                   | États-Unis               | 2 792                                 |
| 20              | 22              | Broadcom (3) (fabless)                                     | États-Unis               | 2 671                                 |
| Autres sociétés | Autres sociétés | Autres sociétés                                            | Autres sociétés          | 84 191                                |
| Marché Total    | Marché Total    | Marché Total                                               | Marché Total             | 237 139                               |

En incluant les sociétés de fonderies, on aurait :
| Rang 2005 | Société | Nationalité/localisation | Chiffre d'Affaires (Million de $ USD) |
| --------- | ------- | ------------------------ | ------------------------------------- |
| 8         | TSMC    | Taïwan                   | 8 180                                 |
| 18        | UMC     | Taïwan                   | 3 320                                 |

Notes :
- (1) : Courant 2005, les sociétés AMD et Fujitsu ont vendu leur participation dans leur société commune Spansion. Cette dernière opère maintenant comme une société indépendante et pointe à la 24e place. Avec un chiffre d'affaires combiné de 5.970 Md$ en 2005, AMD/Spansion pointerait à la 8e place.
- (2) : Les activités de fonderie d’IBM sont exclues de ce chiffre d'affaires.
- (3) : Le Top 5 des sociétés dites fabless est le suivant :

| Rank 2005 | Company          | Country of origin | Revenue (Million $ USD) |
| --------- | ---------------- | ----------------- | ----------------------- |
| 1         | Qualcomm         | États-Unis        | 3 457                   |
| 2         | Broadcom         | États-Unis        | 2 671                   |
| 3         | Nvidia           | États-Unis        | 2 079                   |
| 4         | ATI Technologies | Canada            | 2 028                   |
| 5         | Xilinx           | États-Unis        | 1 645                   |

## Classement 2004
Source iSuppli (classement hors entreprises de fonderie)
| Rang 2004       | Rang 2003       | Société                                                    | Nationalité/localisation | Chiffre d'Affaires (Million de $ USD) |
| --------------- | --------------- | ---------------------------------------------------------- | ------------------------ | ------------------------------------- |
| 1               | 1               | Intel                                                      | États-Unis               | 31 346                                |
| 2               | 2               | Samsung Semiconductors                                     | Corée du Sud             | 10 225                                |
| 3               | 4               | Texas Instruments                                          | États-Unis               | 10 225                                |
| 4               | 7               | Infineon (spin-off de Siemens Semiconductors)              | Allemagne                | 9 180                                 |
| 5               | 3               | Renesas (spin-off de Mitsubishi et Hitachi Semiconductors) | Japon                    | 9 000                                 |
| 6               | 6               | STMicroelectronics                                         | France/ Italie           | 8 760                                 |
| 7               | 5               | Toshiba Semiconductors                                     | Japon                    | 8 752                                 |
| 8               | 8               | NEC Semiconductors                                         | Japon                    | 6 503                                 |
| 9               | 10              | Philips Semiconductors                                     | Pays-Bas                 | 5 692                                 |
| 10              | 9               | Freescale (spin-off de Motorola Semiconductors)            | États-Unis               | 5 519                                 |
| 11              | 12              | AMD                                                        | États-Unis               | 5 108                                 |
| 12              | 13              | Sony Semiconductors                                        | Japon                    | 4 794                                 |
| 13              | 11              | Matsushita Semiconductors                                  | Japon                    | 4 669                                 |
| 14              | 14              | Micron Technology                                          | États-Unis               | 4 649                                 |
| 15              | 16              | Hynix                                                      | Corée du Sud             | 4 606                                 |
| 16              | 15              | Sharp Semiconductors                                       | Japon                    | 3 488                                 |
| 17              | 19              | Qualcomm (fabless)                                         | États-Unis               | 3 211                                 |
| 18              | 17              | Fujitsu                                                    | Japon                    | 2 840                                 |
| 19              | 20              | Rohm                                                       | Japon                    | 2 824                                 |
| 20              | 18              | IBM Microelectronics (1)                                   | États-Unis               | 2 503                                 |
| Autres sociétés | Autres sociétés | Autres sociétés                                            | Autres sociétés          | 77 715                                |
| Marché Total    | Marché Total    | Marché Total                                               | Marché Total             | 227 246                               |

Notes :
- (1) : Ce C.A. ne prend pas en compte les activités de fonderie d’IBM.

## Classement 2003
Source iSuppli (classement hors entreprises de fonderie)
| Rang 2003       | Rang 2002       | Société                                       | Nationalité/localisation | Chiffre d'Affaires (Million de $ USD) |
| --------------- | --------------- | --------------------------------------------- | ------------------------ | ------------------------------------- |
| 1               | 1               | Intel                                         | États-Unis               | 27 036                                |
| 2               | 2               | Samsung Semiconductors                        | Corée du Sud             | 9 675                                 |
| 3               | -               | Renesas (1)                                   | Japon                    | 7 971                                 |
| 4               | 3               | Texas Instruments                             | États-Unis               | 7 850                                 |
| 5               | 4               | Toshiba Semiconductors                        | Japon                    | 7 571                                 |
| 6               | 5               | STMicroelectronics                            | France/ Italie           | 7 238                                 |
| 7               | 6               | Infineon (spin-off de Siemens Semiconductors) | Allemagne                | 7 109                                 |
| 8               | 7               | NEC Semiconductors                            | Japon                    | 5 250                                 |
| 9               | 8               | Freescale (2)                                 | États-Unis               | 4 629                                 |
| 10              | 9               | Philips Semiconductors                        | Pays-Bas                 | 4 512                                 |
| 11              | 12              | Matsushita Semiconductors                     | Japon                    | 4 016                                 |
| 12              | 17              | AMD (3)                                       | États-Unis               | 3 939                                 |
| 13              | 16              | Sony Semiconductors                           | Japon                    | 3 508                                 |
| 14              | 14              | Micron Technology                             | États-Unis               | 3 418                                 |
| 15              | 20              | Sharp Semiconductors                          | Japon                    | 3 075                                 |
| 16              | 18              | Hynix                                         | Corée du Sud             | 3 071                                 |
| 17              | 13              | Fujitsu                                       | Japon                    | 2 650                                 |
| 18              | 15              | IBM Microelectronics (4)                      | États-Unis               | 2 515                                 |
| 19              | 23              | Qualcomm (5) (fabless)                        | États-Unis               | 2 466                                 |
| 20              | 19              | Rohm                                          | Japon                    | 2 398                                 |
| Autres sociétés | Autres sociétés | Autres sociétés                               | Autres sociétés          | 61 408                                |
| Marché Total    | Marché Total    | Marché Total                                  | Marché Total             | 181 760                               |

Notes
- (1) : Renesas est le nouveau nom de la société issue de la fusion en 2002 des activités semi-conducteurs des sociétés japonaises Mitsubishi et Hitachi.
- (2) : En 2003, Freescale est le nom de la société issue de la scission des activités de semi-conducteurs de Motorola.
- (3) : En 2003, AMD et Fujitsu ont créé une société commune Spansion, qui regroupe leurs activités de mémoire flash. Celle-ci est détenue majoritairement par AMD et son C.A. lui est donc rattaché dans le classement.
- (4) : Ce C.A. ne prend pas en compte les activités de fonderie d’IBM.
- (5) : Le Top 5 des sociétés dites fabless est le suivant :

| Rang 2005 | Société          | Nationalité/localisation | Chiffre d'Affaires (Million de $ USD) |
| --------- | ---------------- | ------------------------ | ------------------------------------- |
| 1         | Qualcomm         | États-Unis               | 2 466                                 |
| 2         | Nvidia           | États-Unis               | 1 716                                 |
| 3         | Broadcom         | États-Unis               | 1 610                                 |
| 4         | ATI Technologies | Canada                   | 1 401                                 |
| 5         | Xilinx           | États-Unis               | 1 300                                 |

## Classement 2002
Source iSuppli (classement hors entreprises de fonderie)
| Rang 2002       | Rang 2001       | Société                                       | Nationalité/localisation | Chiffre d'Affaires (Million de $ USD) |
| --------------- | --------------- | --------------------------------------------- | ------------------------ | ------------------------------------- |
| 1               | 1               | Intel                                         | États-Unis               | 23 700                                |
| 2               | 5               | Samsung Semiconductors                        | Corée du Sud             | 8 750                                 |
| 3               | 3               | Toshiba Semiconductors                        | Japon                    | 6 420                                 |
| 4               | 2               | STMicroelectronics                            | France/ Italie           | 6 380                                 |
| 5               | 4               | Texas Instruments                             | États-Unis               | 6 350                                 |
| 6               | 8               | Infineon (spin-off de Siemens Semiconductors) | Allemagne                | 5 370                                 |
| 7               | 7               | NEC Semiconductors                            | Japon                    | 5 320                                 |
| 8               | 6               | Motorola Semiconducteurs                      | États-Unis               | 4 810                                 |
| 9               | 9               | Philips Semiconductors                        | Pays-Bas                 | 4 360                                 |
| 10              | 12              | Hitachi Semiconductors                        | Japon                    | 4 210                                 |
| 11              | 11              | Mitsubishi Semiconductors                     | Japon                    | 3 540                                 |
| 12              | 16              | Matsushita Semiconductors                     | Japon                    | 3 280                                 |
| 13              | 13              | Fujitsu                                       | Japon                    | 3 130                                 |
| 14              | 18              | Micron Technology                             | États-Unis               | 2 870                                 |
| 15              | 14              | IBM Microelectronics (1)                      | États-Unis               | 2 810                                 |
| 16              | 17              | Sony Semiconductors                           | Japon                    | 2 790                                 |
| 17              | 10              | AMD                                           | États-Unis               | 2 660                                 |
| 18              | 19              | Hynix                                         | Corée du Sud             | 2 390                                 |
| 19              | 20              | Rohm                                          | Japon                    | 2 390                                 |
| 20              | 22              | Sharp Semiconductors                          | Japon                    | 2 270                                 |
| Autres sociétés | Autres sociétés | Autres sociétés                               | Autres sociétés          | -- ---                                |
| Marché Total    | Marché Total    | Marché Total                                  | Marché Total             | 156 360                               |

Notes
- (1) : Ce C.A. ne prend pas en compte les activités de fonderie d’IBM.

## Classement 2001
Source iSuppli (classement hors entreprises de fonderie)
| Rang 2001       | Rang 2000       | Société                                       | Pays d'origine  | Chiffre d'Affaires (Million de $ USD) |
| --------------- | --------------- | --------------------------------------------- | --------------- | ------------------------------------- |
| 1               | 1               | Intel                                         | États-Unis      | 23 540                                |
| 2               | 6               | STMicroelectronics                            | France/ Italie  | 6 360                                 |
| 3               | 2               | Toshiba Semiconductors                        | Japon           | 6 070                                 |
| 4               | 3               | Texas Instruments                             | États-Unis      | 6 050                                 |
| 5               | 4               | Samsung Semiconductors                        | Corée du Sud    | 5 240                                 |
| 6               | 7               | Motorola Semiconducteurs                      | États-Unis      | 4 830                                 |
| 7               | 5               | NEC Semiconductors                            | Japon           | 4 800                                 |
| 8               | 8               | Infineon (spin-off de Siemens Semiconductors) | Allemagne       | 4 560                                 |
| 9               | 9               | Philips Semiconductors                        | Pays-Bas        | 4 410                                 |
| 10              | 16              | AMD                                           | États-Unis      | 3 890                                 |
| 11              | 11              | Mitsubishi Semiconductors                     | Japon           | 3 870                                 |
| 12              | 12              | Hitachi Semiconductors                        | Japon           | 3 750                                 |
| 13              | 15              | Fujitsu                                       | Japon           | 3 730                                 |
| 14              | 18              | IBM Microelectronics (1)                      | États-Unis      | 3 560                                 |
| 15              | 13              | Agere (2)                                     | États-Unis      | 3 140                                 |
| 16              | 17              | Matsushita Semiconductors                     | Japon           | 3 010                                 |
| 17              | 20              | Sony Semiconductors                           | Japon           | 2 730                                 |
| 18              | 10              | Micron Technology                             | États-Unis      | 2 450                                 |
| 19              | 14              | Hynix                                         | Corée du Sud    | 2 370                                 |
| 20              | 23              | Rohm                                          | Japon           | 2 210                                 |
| Autres sociétés | Autres sociétés | Autres sociétés                               | Autres sociétés | -- ---                                |
| Marché Total    | Marché Total    | Marché Total                                  | Marché Total    | 150 470                               |

Notes :
- (1) : Ce C.A. ne prend pas en compte les activités de fonderie d’IBM.
- (2) : En 2000, Agere est le nom de la société issue de la scission des activités de semi-conducteurs de Lucent Technologies.

## Classement 2000
Source iSuppli (classement hors entreprises de fonderie)
| Rang 2000       | Rang 1999       | Société                                       | Pays d'origine  | Chiffre d'Affaires (Million de $ USD) |
| --------------- | --------------- | --------------------------------------------- | --------------- | ------------------------------------- |
| 1               | 1               | Intel                                         | États-Unis      | 30 210                                |
| 2               |                 | Toshiba Semiconductors                        | Japon           | 10 430                                |
| 3               |                 | Texas Instruments                             | États-Unis      | 9 200                                 |
| 4               |                 | Samsung Semiconductors                        | Corée du Sud    | 8 940                                 |
| 5               |                 | NEC Semiconductors                            | Japon           | 8 200                                 |
| 6               |                 | STMicroelectronics                            | France/ Italie  | 7 890                                 |
| 7               |                 | Motorola Semiconducteurs                      | États-Unis      | 7 710                                 |
| 8               |                 | Infineon (spin-off de Siemens Semiconductors) | Allemagne       | 6 740                                 |
| 9               |                 | Philips Semiconductors                        | Pays-Bas        | 6 270                                 |
| 10              |                 | Micron Technology                             | États-Unis      | 6 260                                 |
| 11              |                 | Mitsubishi Semiconductors                     | Japon           | 5 790                                 |
| 12              |                 | Hitachi Semiconductors                        | Japon           | 5 690                                 |
| 13              |                 | Agere (2)                                     | États-Unis      | 5 100                                 |
| 14              |                 | Hyundai Semiconductors                        | Corée du Sud    | 5 100                                 |
| 15              |                 | Fujitsu                                       | Japon           | 5 010                                 |
| 16              |                 | AMD                                           | États-Unis      | 4 380                                 |
| 17              |                 | Matsushita Semiconductors                     | Japon           | 4 330                                 |
| 18              |                 | IBM Microelectronics (1)                      | États-Unis      | 3 990                                 |
| 19              |                 | Sharp Semiconductors                          | Japon           | 3 330                                 |
| 20              |                 | Sony Semiconductors                           | Japon           | 3 290                                 |
| Autres sociétés | Autres sociétés | Autres sociétés                               | Autres sociétés | -- ---                                |
| Marché Total    | Marché Total    | Marché Total                                  | Marché Total    | 220 460                               |

Notes :
- (1) : Ce C.A. de prend pas en compte les activités de fonderie d’IBM.
- (2) : In 2000, Agere est le nom de la société issue de la scission des activités de semi-conducteurs de Lucent Technologies.

## Classement 1999
Source Gartner Dataquest Corp.
| Rang 1999       | Rang 1998       | Société                 | Pays d'origine  | Chiffre d'Affaires (Million de $ USD) |
| --------------- | --------------- | ----------------------- | --------------- | ------------------------------------- |
| 1               | 1               | Intel                   | États-Unis      | 26 806                                |
| 2               | 2               | NEC Semiconductors      | Japon           | 9 210                                 |
| 3               | 4               | Toshiba Semiconductors  | Japon           | 7 618                                 |
| 4               | 7               | Samsung Semiconductors  | Corée du Sud    | 7 125                                 |
| 5               | 5               | Texas Instruments       | États-Unis      | 7 120                                 |
| 6               | 3               | Motorola Semiconductors | États-Unis      | 6 394                                 |
| 7               | 6               | Hitachi Semiconductors  | Japon           | 5 554                                 |
| 8               | 11              | Infineon (1)            | Allemagne       | 5 223                                 |
| 9               | 9               | STMicroelectronics      | France/ Italie  | 5 077                                 |
| 10              |                 |                         |                 |                                       |
| 11              |                 |                         |                 |                                       |
| 12              |                 |                         |                 |                                       |
| 13              |                 |                         |                 |                                       |
| 14              |                 |                         |                 |                                       |
| 15              |                 |                         |                 |                                       |
| 16              |                 |                         |                 |                                       |
| 17              |                 |                         |                 |                                       |
| 18              |                 |                         |                 |                                       |
| 19              |                 |                         |                 |                                       |
| 20              |                 |                         |                 |                                       |
| Autres sociétés | Autres sociétés | Autres sociétés         | Autres sociétés | -- ---                                |
| Marché Total    | Marché Total    | Marché Total            | Marché Total    | 169 100                               |

Notes :
- (1) : En avril 1999, Infineon est le nom de la société issue de la scission des activités de semi-conducteurs de Siemens AG.

## Classement 1998
Source Gartner Dataquest Corp.
| Rang 1998       | Rang 1997       | Société                 | Pays d'origine  | Chiffre d'Affaires (Million de $ USD) |
| --------------- | --------------- | ----------------------- | --------------- | ------------------------------------- |
| 1               | 1               | Intel                   | États-Unis      | 22 784                                |
| 2               | 2               | NEC Semiconductors      | Japon           | 8 135                                 |
| 3               | 3               | Motorola Semiconductors | États-Unis      | 7 086                                 |
| 4               | 5               | Toshiba Semiconductors  | Japon           | 5 869                                 |
| 5               | 4               | Texas Instruments       | États-Unis      | 5 820                                 |
| 6               | 6               | Hitachi Semiconductors  | Japon           | 4 620                                 |
| 7               | 7               | Samsung Semiconductors  | Corée du Sud    | 4 595                                 |
| 8               | 8               | Philips Semiconductors  | Pays-Bas        | 4 445                                 |
| 9               | 10              | STMicroelectronics (1)  | France/ Italie  | 4 197                                 |
| 10              | 9               | Fujitsu Semiconductors  | Japon           | 3 826                                 |
| 11              |                 | Siemens Semiconductors  | Allemagne       |                                       |
| 12              |                 |                         |                 |                                       |
| 13              |                 |                         |                 |                                       |
| 14              |                 |                         |                 |                                       |
| 15              |                 |                         |                 |                                       |
| 16              |                 |                         |                 |                                       |
| 17              |                 |                         |                 |                                       |
| 18              |                 |                         |                 |                                       |
| 19              |                 |                         |                 |                                       |
| 20              |                 |                         |                 |                                       |
| Autres sociétés | Autres sociétés | Autres sociétés         | Autres sociétés | -- ---                                |
| Marché Total    | Marché Total    | Marché Total            | Marché Total    | 134 800                               |

Notes :
- (1) : À la suite du retrait Thomson du capital de SGS-Thomson, cette dernière a été renommée STMicroelectronics.

## Classement 1997
Source Gartner Dataquest Corp.
| Rang 1997       | Rang 1996       | Société                 | Pays d'origine  | Chiffre d'Affaires (Million de $ USD) |
| --------------- | --------------- | ----------------------- | --------------- | ------------------------------------- |
| 1               | 1               | Intel                   | États-Unis      | 21 746                                |
| 2               | 2               | NEC Semiconductors      | Japon           | 10 222                                |
| 3               | 3               | Motorola Semiconductors | États-Unis      | 8 067                                 |
| 4               | 6               | Texas Instruments       | États-Unis      | 7 352                                 |
| 5               | 4               | Toshiba Semiconductors  | Japon           | 7 253                                 |
| 6               | 5               | Hitachi Semiconductors  | Japon           | 6 298                                 |
| 7               | 7               | Samsung Semiconductors  | Corée du Sud    | 5 856                                 |
| 8               | 9               | Philips Semiconductors  | Pays-Bas        | 4 440                                 |
| 9               | 8               | Fujitsu Semiconductors  | Japon           | 4 622                                 |
| 10              | 10              | SGS-Thomson             | France/ Italie  | 4 019                                 |
| 11              |                 |                         |                 |                                       |
| 12              |                 |                         |                 |                                       |
| 13              |                 |                         |                 |                                       |
| 14              |                 |                         |                 |                                       |
| 15              |                 |                         |                 |                                       |
| 16              |                 |                         |                 |                                       |
| 17              |                 |                         |                 |                                       |
| 18              |                 |                         |                 |                                       |
| 19              |                 |                         |                 |                                       |
| 20              |                 |                         |                 |                                       |
| Autres sociétés | Autres sociétés | Autres sociétés         | Autres sociétés | -- ---                                |
| Marché Total    | Marché Total    | Marché Total            | Marché Total    | 147 200                               |

## Classement 1996
Source Gartner Dataquest Corp.
| Rang 1996       | Rang 1995       | Société                   | Pays d'origine  | Chiffre d'Affaires (Million de $ USD) |
| --------------- | --------------- | ------------------------- | --------------- | ------------------------------------- |
| 1               | 1               | Intel                     | États-Unis      | 17 781                                |
| 2               | 2               | NEC Semiconductors        | Japon           | 10 428                                |
| 3               | 5               | Motorola Semiconductors   | États-Unis      | 8 076                                 |
| 4               | 3               | Toshiba Semiconductors    | Japon           | 8 029                                 |
| 5               | 4               | Hitachi Semiconductors    | Japon           | 7 953                                 |
| 6               | 7               | Texas Instruments         | États-Unis      | 7 064                                 |
| 7               | 6               | Samsung Semiconductors    | Corée du Sud    | 6 464                                 |
| 8               | 8               | Fujitsu Semiconductors    | Japon           | 4 293                                 |
| 9               | 11              | Philips Semiconductors    | Pays-Bas        | 4 179                                 |
| 10              | 14              | SGS-Thomson               | France/ Italie  | 4 122                                 |
| 11              | 9               | Mitsubishi Semiconductors | Japon           | 3 913                                 |
| 12              | 15              | Siemens Semiconductors    | Allemagne       | 3 029                                 |
| 13              | 13              | Matsushita Semiconductors | Japon           | 3 003                                 |
| 14              | 12              | IBM Microelectronics      | États-Unis      | 2 247                                 |
| 15              | 20              | National Semiconductor    | États-Unis      | 2 380                                 |
| 16              | 17              | Sanyo Semiconductors      | Japon           | 2 314                                 |
| 17              | 10              | Hyundai Semiconductors    | Corée du Sud    | 2 247                                 |
| 18              | 16              | LG Semiconductors         | Corée du Sud    | 2 243                                 |
| 19              | 19              | Sharp Semiconductors      | Japon           | 2 124                                 |
| 20              | 25              | Lucent Technologies (1)   | États-Unis      | 2 110                                 |
| Autres sociétés | Autres sociétés | Autres sociétés           | Autres sociétés | -- ---                                |
| Marché Total    | Marché Total    | Marché Total              | Marché Total    | -- ---                                |

Notes :
- (1) : Lucent Technologies est le nom de la nouvelle société, créée en 1996 et qui englobe une partie de l'ex AT&T Technologies, incluant Western Electric Company et les Bell Labs.

## Classement 1995
Source Gartner Dataquest Corp.
| Rang 1995       | Rang 1994       | Société                   | Pays d'origine  | Chiffre d'Affaires (Million de $ USD) |
| --------------- | --------------- | ------------------------- | --------------- | ------------------------------------- |
| 1               | 1               | Intel                     | États-Unis      | 13 172                                |
| 2               | 2               | NEC Semiconductors        | Japon           | 11 314                                |
| 3               | 3               | Toshiba Semiconductors    | Japon           | 10 077                                |
| 4               | 5               | Hitachi Semiconductors    | Japon           | 9 137                                 |
| 5               | 4               | Motorola Semiconductors   | États-Unis      | 8 732                                 |
| 6               | 7               | Samsung Semiconductors    | Corée du Sud    | 8 329                                 |
| 7               | 6               | Texas Instruments         | États-Unis      | 7 831                                 |
| 8               | 8               | Fujitsu Semiconductors    | Japon           | 5 538                                 |
| 9               | 9               | Mitsubishi Semiconductors | Japon           | 5 272                                 |
| 10              | -               | Hyundai Semiconductors    | Corée du Sud    | 4 132                                 |
| 11              | 10              | Philips Semiconductors    | Pays-Bas        | 3 901                                 |
| 12              | 13              | IBM Microelectronics      | États-Unis      | 3 522                                 |
| 13              | 11              | Matsushita Semiconductors | Japon           | 3 476                                 |
| 14              | 12              | SGS-Thomson               | France/ Italie  | 3 554                                 |
| 15              | 18              | Siemens Semiconductors    | Allemagne       | 3 062                                 |
| 16              | 20              | LG Semiconductors         | Corée du Sud    | 2 863                                 |
| 17              | 14              | Sanyo Semiconductors      | Japon           | 2 714                                 |
| 18              | -               | Micron Technology         | États-Unis      | 2 601                                 |
| 19              | 15              | Sharp Semiconductors      | Japon           | 2 592                                 |
| 20              | 17              | National Semiconductor    | États-Unis      | 2 408                                 |
| Autres sociétés | Autres sociétés | Autres sociétés           | Autres sociétés | -- ---                                |
| Marché Total    | Marché Total    | Marché Total              | Marché Total    | -- ---                                |

## Classement 1994
Source Gartner Dataquest Corp.
| Rang 1994       | Rang 1993       | Société                   | Pays d'origine  | Chiffre d'Affaires (Million de $ USD) |
| --------------- | --------------- | ------------------------- | --------------- | ------------------------------------- |
| 1               | 1               | Intel                     | États-Unis      | 10 099                                |
| 2               | 2               | NEC Semiconductors        | Japon           | 7 961                                 |
| 3               | 4               | Toshiba Semiconductors    | Japon           | 7 556                                 |
| 4               | 3               | Motorola Semiconductors   | États-Unis      | 7 238                                 |
| 5               | 5               | Hitachi Semiconductors    | Japon           | 6 644                                 |
| 6               | 6               | Texas Instruments         | États-Unis      | 5 552                                 |
| 7               | 7               | Samsung Semiconductors    | Corée du Sud    | 4 832                                 |
| 8               | 8               | Fujitsu Semiconductors    | Japon           | 3 869                                 |
| 9               | 9               | Mitsubishi Semiconductors | Japon           | 3 772                                 |
| 10              | 12              | Philips Semiconductors    | Pays-Bas        | 2 920                                 |
| 11              | 11              | Matsushita Semiconductors | Japon           | 2 896                                 |
| 12              | 14              | SGS-Thomson               | France/ Italie  | 2 640                                 |
| 13              | 10              | IBM Microelectronics      | États-Unis      | 2 532                                 |
| 14              | 15              | Sanyo Semiconductors      | Japon           | 2 321                                 |
| 15              | 16              | Sharp Semiconductors      | Japon           | 2 188                                 |
| 16              | 17              | AMD                       | États-Unis      | 2 134                                 |
| 17              | 18              | National Semiconductor    | États-Unis      | 2 127                                 |
| 18              | 13              | Siemens Semiconductors    | Allemagne       | 2 090                                 |
| 19              | 19              | Sony Semiconductors       | Japon           | 1 876                                 |
| 20              | -               | LG Semiconductors         | Corée du Sud    | 1 697                                 |
| Autres sociétés | Autres sociétés | Autres sociétés           | Autres sociétés | -- ---                                |
| Marché Total    | Marché Total    | Marché Total              | Marché Total    | -- ---                                |

## Classement 1993
Source Gartner Dataquest Corp.
| Rang 1993       | Rang 1992       | Société                   | Pays d'origine  | Chiffre d'Affaires (Million de $ USD) |
| --------------- | --------------- | ------------------------- | --------------- | ------------------------------------- |
| 1               | 1               | Intel                     | États-Unis      | 7 970                                 |
| 2               | 2               | NEC Semiconductors        | Japon           | 6 141                                 |
| 3               | 4               | Motorola Semiconductors   | États-Unis      | 5 957                                 |
| 4               | 3               | Toshiba Semiconductors    | Japon           | 5 727                                 |
| 5               | 5               | Hitachi Semiconductors    | Japon           | 5 015                                 |
| 6               | 6               | Texas Instruments         | États-Unis      | 4 083                                 |
| 7               | 11              | Samsung Semiconductors    | Corée du Sud    | 3 044                                 |
| 8               | 7               | Fujitsu Semiconductors    | Japon           | 2 928                                 |
| 9               | 8               | Mitsubishi Semiconductors | Japon           | 2 823                                 |
| 10              | -               | IBM Microelectronics      | États-Unis      | 2 510                                 |
| 11              | 10              | Matsushita Semiconductors | Japon           | 2 344                                 |
| 12              | 9               | Philips Semiconductors    | Pays-Bas        | 2 300                                 |
| 13              | 17              | Siemens Semiconductors    | Allemagne       | 2 060                                 |
| 14              | 13              | SGS-Thomson               | France/ Italie  | 2 038                                 |
| 15              | 15              | Sanyo Semiconductors      | Japon           | 1 843                                 |
| 16              | 16              | Sharp Semiconductors      | Japon           | 1 760                                 |
| 17              | 14              | AMD                       | États-Unis      | 1 660                                 |
| 18              | 12              | National Semiconductor    | États-Unis      | 1 509                                 |
| 19              | 18              | Sony Semiconductors       | Japon           | 1 398                                 |
| 20              | 19              | OKI Semiconductors        | Japon           | 1 187                                 |
| Autres sociétés | Autres sociétés | Autres sociétés           | Autres sociétés | -- ---                                |
| Marché Total    | Marché Total    | Marché Total              | Marché Total    | -- ---                                |

## Classement 1992
Source Gartner Dataquest Corp.
| Rang 1992       | Rang 1991       | Société                   | Pays d'origine  | Chiffre d'Affaires (Million de $ USD) |
| --------------- | --------------- | ------------------------- | --------------- | ------------------------------------- |
| 1               | 3               | Intel                     | États-Unis      | 5 091                                 |
| 2               | 1               | NEC Semiconductors        | Japon           | 4 869                                 |
| 3               | 2               | Toshiba Semiconductors    | Japon           | 4 675                                 |
| 4               | 4               | Motorola Semiconductors   | États-Unis      | 3 634                                 |
| 5               | 5               | Hitachi Semiconductors    | Japon           | 3 851                                 |
| 6               | 6               | Texas Instruments         | États-Unis      | 3 087                                 |
| 7               | 7               | Fujitsu Semiconductors    | Japon           | 2 553                                 |
| 8               | 8               | Mitsubishi Semiconductors | Japon           | 2 213                                 |
| 9               | 10              | Philips Semiconductors    | Pays-Bas        | 2 113                                 |
| 10              | 9               | Matsushita Semiconductors | Japon           | 1 942                                 |
| 11              | 12              | Samsung Semiconductors    | Corée du Sud    | 1 900                                 |
| 12              | 11              | National Semiconductor    | États-Unis      | 1 797                                 |
| 13              | 13              | SGS-Thomson               | France/ Italie  | 1 605                                 |
| 14              | 17              | AMD                       | États-Unis      | 1 514                                 |
| 15              | 14              | Sanyo Semiconductors      | Japon           | 1 385                                 |
| 16              | 15              | Sharp Semiconductors      | Japon           | 1 354                                 |
| 17              | 16              | Siemens Semiconductors    | Allemagne       | 1 245                                 |
| 18              | 18              | Sony Semiconductors       | Japon           | 1 103                                 |
| 19              | 19              | OKI Semiconductors        | Japon           | 956                                   |
| 20              | -               | AT&T Semiconductors       | États-Unis      | 911                                   |
| Autres sociétés | Autres sociétés | Autres sociétés           | Autres sociétés | -- ---                                |
| Marché Total    | Marché Total    | Marché Total              | Marché Total    | -- ---                                |

## Classement 1991
Source Gartner Dataquest Corp.
| Rang 1991       | Rang 1990       | Société                   | Pays d'origine  | Chiffre d'Affaires (Million de $ USD) |
| --------------- | --------------- | ------------------------- | --------------- | ------------------------------------- |
| 1               | 1               | NEC Semiconductors        | Japon           | 4 774                                 |
| 2               | 2               | Toshiba Semiconductors    | Japon           | 4 579                                 |
| 3               | 5               | Intel                     | États-Unis      | 4 019                                 |
| 4               | 3               | Motorola Semiconductors   | États-Unis      | 3 802                                 |
| 5               | 4               | Hitachi Semiconductors    | Japon           | 3 765                                 |
| 6               | 7               | Texas Instruments         | États-Unis      | 2 738                                 |
| 7               | 6               | Fujitsu Semiconductors    | Japon           | 2 705                                 |
| 8               | 8               | Mitsubishi Semiconductors | Japon           | 2 303                                 |
| 9               | 10              | Matsushita Semiconductors | Japon           | 2 037                                 |
| 10              | 9               | Philips Semiconductors    | Pays-Bas        | 2 022                                 |
| 11              | 11              | National Semiconductor    | États-Unis      | 1 602                                 |
| 12              | 13              | Samsung Semiconductors    | Corée du Sud    | 1 473                                 |
| 13              | 12              | SGS-Thomson               | France/ Italie  | 1 362                                 |
| 14              | 15              | Sanyo Semiconductors      | Japon           | 1 462                                 |
| 15              | 16              | Sharp Semiconductors      | Japon           | 1 218                                 |
| 16              | 14              | Siemens Semiconductors    | Allemagne       | 1 263                                 |
| 17              | 17              | AMD                       | États-Unis      | 1 226                                 |
| 18              | 18              | Sony Semiconductors       | Japon           | 1 196                                 |
| 19              | 19              | OKI Semiconductors        | Japon           | 981                                   |
| 20              | -               | Rohm                      | Japon           | 934                                   |
| Autres sociétés | Autres sociétés | Autres sociétés           | Autres sociétés | -- ---                                |
| Marché Total    | Marché Total    | Marché Total              | Marché Total    | -- ---                                |

## Classement 1990
Source Gartner Dataquest Corp.
| Rang 1990       | Rang 1989       | Société                   | Pays d'origine  | Chiffre d'Affaires (Million de $ USD) |
| --------------- | --------------- | ------------------------- | --------------- | ------------------------------------- |
| 1               | 1               | NEC Semiconductors        | Japon           | 4 322                                 |
| 2               | 2               | Toshiba Semiconductors    | Japon           | 4 202                                 |
| 3               | 4               | Motorola Semiconductors   | États-Unis      | 3 539                                 |
| 4               | 3               | Hitachi Semiconductors    | Japon           | 3 516                                 |
| 5               | 8               | Intel                     | États-Unis      | 3 171                                 |
| 6               | 6               | Fujitsu Semiconductors    | Japon           | 2 599                                 |
| 7               | 5               | Texas Instruments         | États-Unis      | 2 574                                 |
| 8               | 7               | Mitsubishi Semiconductors | Japon           | 2 108                                 |
| 9               | 10              | Philips Semiconductors    | Pays-Bas        | 1 955                                 |
| 10              | 9               | Matsushita Semiconductors | Japon           | 1 826                                 |
| 11              | 11              | National Semiconductor    | États-Unis      | 1 653                                 |
| 12              | 12              | SGS-Thomson               | France/ Italie  | 1 441                                 |
| 13              | 13              | Samsung Semiconductors    | Corée du Sud    | 1 315                                 |
| 14              | 15              | Siemens Semiconductors    | Allemagne       | 1 204                                 |
| 15              | 14              | Sanyo Semiconductors      | Japon           | 1 196                                 |
| 16              | 16              | Sharp Semiconductors      | Japon           | 1 194                                 |
| 17              | 17              | AMD                       | États-Unis      | 1 053                                 |
| 18              | 19              | Sony Semiconductors       | Japon           | 1 010                                 |
| 19              | 18              | OKI Semiconductors        | Japon           | 954                                   |
| 20              | 20              | Harris Semiconductor      | États-Unis      | 800                                   |
| Autres sociétés | Autres sociétés | Autres sociétés           | Autres sociétés | -- ---                                |
| Marché Total    | Marché Total    | Marché Total              | Marché Total    | -- ---                                |

## Classement 1989
Source Gartner Dataquest Corp.
| Rang 1989       | Rang 1988       | Société                   | Pays d'origine  | Chiffre d'Affaires (Million de $ USD) |
| --------------- | --------------- | ------------------------- | --------------- | ------------------------------------- |
| 1               | 1               | NEC Semiconductors        | Japon           | 4 489                                 |
| 2               | 2               | Toshiba Semiconductors    | Japon           | 4 310                                 |
| 3               | 3               | Hitachi Semiconductors    | Japon           | 3 622                                 |
| 4               | 4               | Motorola Semiconductors   | États-Unis      | 3 183                                 |
| 5               | 5               | Texas Instruments         | États-Unis      | 2 787                                 |
| 6               | 6               | Fujitsu Semiconductors    | Japon           | 2 770                                 |
| 7               | 8               | Mitsubishi Semiconductors | Japon           | 2 500                                 |
| 8               | 7               | Intel                     | États-Unis      | 2 430                                 |
| 9               | 9               | Matsushita Semiconductors | Japon           | 1 804                                 |
| 10              | 10              | Philips Semiconductors    | Pays-Bas        | 1 643                                 |
| 11              | 11              | National Semiconductor    | États-Unis      | 1 552                                 |
| 12              | 12              | SGS-Thomson               | France/ Italie  | 1 271                                 |
| 13              | 18              | Samsung Semiconductors    | Corée du Sud    | 1 260                                 |
| 14              | 14              | Sanyo Semiconductors      | Japon           | 1 154                                 |
| 15              | 20              | Siemens Semiconductors    | Allemagne       | 1 154                                 |
| 16              | 15              | Sharp Semiconductors      | Japon           | 1 107                                 |
| 17              | 13              | AMD                       | États-Unis      | 1 100                                 |
| 18              | 17              | OKI Semiconductors        | Japon           | 1 083                                 |
| 19              | 16              | Sony Semiconductors       | Japon           | 996                                   |
| 20              | -               | Harris Semiconductor      | États-Unis      | 830                                   |
| Autres sociétés | Autres sociétés | Autres sociétés           | Autres sociétés | -- ---                                |
| Marché Total    | Marché Total    | Marché Total              | Marché Total    | -- ---                                |

## Classement 1988
Source Gartner Dataquest Corp.
| Rang 1988       | Rang 1987       | Société                   | Pays d'origine  | Chiffre d'Affaires (Million de $ USD) |
| --------------- | --------------- | ------------------------- | --------------- | ------------------------------------- |
| 1               | 1               | NEC Semiconductors        | Japon           | 4 543                                 |
| 2               | 2               | Toshiba Semiconductors    | Japon           | 4 395                                 |
| 3               | 3               | Hitachi Semiconductors    | Japon           | 3 506                                 |
| 4               | 4               | Motorola Semiconductors   | États-Unis      | 3 035                                 |
| 5               | 5               | Texas Instruments         | États-Unis      | 2 741                                 |
| 6               | 6               | Fujitsu Semiconductors    | Japon           | 2 607                                 |
| 7               | 10              | Intel                     | États-Unis      | 2 350                                 |
| 8               | 9               | Mitsubishi Semiconductors | Japon           | 2 312                                 |
| 9               | 11              | Matsushita Semiconductors | Japon           | 1 883                                 |
| 10              | 7               | Philips Semiconductors    | Pays-Bas        | 1 738                                 |
| 11              | 8               | National Semiconductor    | États-Unis      | 1 650                                 |
| 12              | 14              | SGS-Thomson               | France/ Italie  | 1 087                                 |
| 13              | 12              | AMD                       | États-Unis      | 1 084                                 |
| 14              | 13              | Sanyo Semiconductors      | Japon           | 1 083                                 |
| 15              | 18              | Sharp Semiconductors      | Japon           | 1 036                                 |
| 16              | 19              | Sony Semiconductors       | Japon           | 950                                   |
| 17              | 17              | OKI Semiconductors        | Japon           | 847                                   |
| 18              | -               | Samsung Semiconductors    | Corée du Sud    | 905                                   |
| 19              | 15              | AT&T                      | États-Unis      | 859                                   |
| 20              | 16              | Siemens Semiconductors    | Allemagne       | 784                                   |
| Autres sociétés | Autres sociétés | Autres sociétés           | Autres sociétés | -- ---                                |
| Marché Total    | Marché Total    | Marché Total              | Marché Total    | -- ---                                |

## Classement 1987
Source Gartner Dataquest Corp.
| Rang 1987       | Rang 1986       | Société                   | Pays d'origine  | Chiffre d'Affaires (Million de $ USD) |
| --------------- | --------------- | ------------------------- | --------------- | ------------------------------------- |
| 1               |                 | NEC Semiconductors        | Japon           | 3 368                                 |
| 2               |                 | Toshiba Semiconductors    | Japon           | 3 029                                 |
| 3               |                 | Hitachi Semiconductors    | Japon           | 2 618                                 |
| 4               |                 | Motorola Semiconductors   | États-Unis      | 2 434                                 |
| 5               |                 | Texas Instruments         | États-Unis      | 2 127                                 |
| 6               |                 | Fujitsu Semiconductors    | Japon           | 1 801                                 |
| 7               |                 | Philips Semiconductors    | Pays-Bas        | 1 602                                 |
| 8               |                 | National Semiconductor    | États-Unis      | 1 506                                 |
| 9               |                 | Mitsubishi Semiconductors | Japon           | 1 492                                 |
| 10              |                 | Intel                     | États-Unis      | 1 491                                 |
| 11              |                 | Matsushita Semiconductors | Japon           | 1 457                                 |
| 12              |                 | AMD                       | États-Unis      | 986                                   |
| 13              |                 | Sanyo Semiconductors      | Japon           | 852                                   |
| 14              |                 | SGS-Thomson               | France/ Italie  | 851                                   |
| 15              |                 | AT&T                      | États-Unis      | 802                                   |
| 16              |                 | Siemens Semiconductors    | Allemagne       | 657                                   |
| 17              |                 | OKI Semiconductors        | Japon           | 651                                   |
| 18              |                 | Sharp Semiconductors      | Japon           | 590                                   |
| 19              |                 | Sony Semiconductors       | Japon           | 571                                   |
| 20              |                 | General Electric          | États-Unis      | 520                                   |
| Autres sociétés | Autres sociétés | Autres sociétés           | Autres sociétés | -- ---                                |
| Marché Total    | Marché Total    | Marché Total              | Marché Total    | -- ---                                |